# Gora Inostranceva
Gora Inostranceva är ett berg i Antarktis. Det ligger i Östantarktis. Australien gör anspråk på området. Toppen på Gora Inostranceva är 1 591 meter över havet.
Terrängen runt Gora Inostranceva är huvudsakligen platt, men den allra närmaste omgivningen är kuperad. Trakten är obefolkad. Det finns inga samhällen i närheten.